# Nuevo Partido de Japón (1992)
El Nuevo Partido de Japón (日本新党 Nihon Shintō?,  abreviado NPJ) fue un partido político japonés de breve existencia.

## Historia
El partido fue fundado por Morihiro Hosokawa, un antiguo militante del Partido Liberal Democrático (PLD) que había abandonado esta formación política en protesta por sus escándalos de corrupción. En las elecciones de 1993 el partido obtuvo 35 escaños, logrando capitalizar el voto de castigo contra el PLD. A pesar de que era la principal fuerza política, Morihiro Hosokawa fue propuesto para el cargo de primer ministro y logró convertirse en jefe un amplio gobierno de coalición anti-PLD. Con ello se puso fin a casi medio siglo de gobiernos controlados por el PLD.
A pesar de la gran expectación que levantó el nuevo gobierno, unos meses después el primer ministro Hosokawa se vio obligado a dimitir por un escándalo de corrupción. A finales de 1994 el partido fue disuelto y la mayoría de sus miembros se integraron en el Partido de la Nueva Frontera (新進党 Shinshintō?).

## Resultados electorales
| Elección | Líder             | Votos          | % voto | Escaños | Gobierno              |
| -------- | ----------------- | -------------- | ------ | ------- | --------------------- |
| 1993     | Morihiro Hosokawa | 5.053.981 (#5) | 8,02%  | 35/511  | Gobierno de coalición |